# Бекбау
Бекбау (каз. Бекбау) — упразднённое село в Байдибекском районе Туркестанской области Казахстана. Входило в состав Бугунского сельского округа. В 2010-е годы включено в состав села Шалдар. Находится на реке Сасыкозен. Код КАТО — 513649200.

## Население
В 1999 году население села составляло 1233 человека (602 мужчины и 631 женщина). По данным переписи 2009 года, в селе проживало 1110 человек (559 мужчин и 551 женщина).